# Vádí al-Araba
Arava nebo Araba (hebrejsky הערבה, ha-'Arava, arabsky العربة, al-'Araba) je pouštní údolí, kterým prochází jižní úsek hranice mezi Izraelem a Jordánskem. Údolí je součástí Levantské příkopové propadliny, kterou na sever odsud protéká řeka Jordán (končí v Mrtvém moři, Arava začíná na jižním břehu Mrtvého moře). Spojuje propadlinu Al-Ghaur jižně od Mrtvého moře s propadlinou zálivu Akaba v Rudém moři. Je 166 km dlouhé a jeho dno je 10 až 25 km široké. Údolí dosahuje hloubky až 279 m pod hladinou světového oceánu; naopak nejvýše se dostává na rozvodí mezi Mrtvým a Rudým mořem (asi 210 m n. m.) Západní stěny údolí představují okraj Negevské a na severu Judské pouště. Okraj plošiny zde dosahuje nadmořských výšek kolem 400 m, ale v jižní části, kde se již zvedají hory přesahující na Sinaj, až 710 m. Zřetelně vyššími horskými pásmy je Arava lemována na východní, jordánské straně. Od jihu je to Sha'fat Ibn Jad (Šafat ibn Džad, 1592 m), Jabal al-'Aṭā'iṭah (Džabal al-Atáita, 1614 m), kolem Al Karaku pak převážně vrcholy pod 1200 m.
Nachal ha-'Arava nebo Wādī al-'Araba je pak název vádí, vyschlého říčního koryta v údolí Arava. Spíše než o řece lze ovšem v tomto případě mluvit o korytu odvádějícím občasné přívalové srážky.

## Průběh vádí
Vádí je vyplněno pouštní krajinou, ve které se epizodicky objevují řeky. Topograficky se dělí na tři části. Od Akabského zálivu na sever stoupá v délce 77 km až dosáhne maximální nadmořské výšky 230 m na rozvodí Mrtvého a Rudého moře. Dále na sever mírně klesá až k místu, jež je vzdálené 15 km od jižního konce Mrtvého moře. V tomto místě je terénní zlom a další pokles směrem na sever je velmi prudký.
Do vádí al-Araba ústí četná boční vádí, z nichž největším je Nachal Paran o délce 150 kilometrů, které sem přichází až ze Sinajského poloostrova v Egyptě.

## Využití
Propadlinou vede část ropovodu Ejlat – Tel Aviv. Je tudy rovněž vedena hlavní severojižní tepna Negevu – dálnice číslo 90.